# Université d'études internationales de Xi'an
L'université d'études internationales de Xi'an (en chinois : 西安外国语大学 ; pinyin : Xǐ'ān Wàiguóyǔ Dàxué ; en anglais : Xi'an International Studies University), fondée dans la ville de Xi'an en 1952, est l'une des quatre plus anciennes écoles supérieures de langues étrangères de la république populaire de Chine et l'unique dans le Nord-Ouest de la Chine.
En 2013, elle accueillait 20 698 étudiants.

## Enseignement et recherche
Huit langues sont enseignées au sein de l'établissement : anglais, russe, français, allemand, japonais, espagnol, italien et chinois (pour étudiants chinois et étrangers), dans 17 spécialisations en maîtrise (bac +4) et 11 en master (bac +7).
L'université gère également 10 centres de recherches dans les domaines de : langues et littératures étrangères, enseignement de langues étrangères, géologie humaine, rédaction de dictionnaire bilingue (cogéré avec la maison d'éditions des l'enseignement des langues étrangères), etc.

## Devise
- Patriotisme, savoir, assiduité et véracité

## Doyens
Doyen actuel
- 2004-2014 : Dr Hu Sishe

Doyens précédents
- 1998-2004 : Du Ruiqing
- 1986-1998 : Sun Tianyi